# Simplocaria inflata
Simplocaria inflata is een keversoort uit de familie pilkevers (Byrrhidae). De wetenschappelijke naam van de soort is voor het eerst geldig gepubliceerd in 1868 door Leconte.